# Edmund Plambeck
Edmund Plambeck (* 22. Juli 1913 in Garstedt; † 15. Oktober 2001) war ein deutscher Unternehmer, Sportfunktionär und Mäzen.

## Leben
Plambecks Vater Hinrich gründete 1903 ein Bauunternehmen, dessen Leitung Edmund Plambeck später gemeinsam mit seinem Bruder Jonni übernahm. Unter seiner Leitung war das Unternehmen unter anderem für den Ausbau der Tennisanlage am Rothenbaum zuständig.
Plambeck wurde 1951 Vorsitzender des SV Eintracht Garstedt (später im 1. SC Norderstedt aufgegangen) und übte die Tätigkeit bis 1991 aus. Von dem Verein wurde er mit der Ehrennadel mit Brillanten ausgezeichnet. Er förderte in dem Verein insbesondere die Sportarten Fußball und Volleyball. Nach Plambeck ist die Norderstedter Sportanlage (Edmund-Plambeck-Stadion) an der Ochsenzoller Straße benannt. Ab 1956 brachte er sich in die Kommunalpolitik in dem Ort ein und war von 1970 bis 1998 Mitglied der Stadtvertretung Norderstedts.
Für die Unterstützung des kulturellen und sozialen Lebens in Norderstedt wurde er im November 1986 mit dem Bundesverdienstkreuz am Bande ausgezeichnet, das Plambeck von Schleswig-Holsteins damaligem Kultusminister Peter Bendixen überreicht wurde. Plambeck wurde zugeschrieben, sich „weit über die Grenzen seiner Stadt“ einen Namen gemacht zu haben. Er war Ehrenmitglied des Fördervereins des Feuerwehrmuseums Schleswig-Holstein, welches er unter anderem durch Schenkung einer Halle unterstützte, die nach ihm benannt wurde.